# Gauda
Gauda (fl. II-I secolo a.C.) fu re della Numidia dal 106 all'88 a.C..
Egli era figlio di Mastanabale, e quindi nipote di Massinissa e fratellastro di Giugurta (che aveva però per madre una concubina di Mastanabale). Quando, alla morte di  Micipsa (118 a.C.), il regno venne spartito in tre, ai due figli del re defunto, Aderbale e Iempsale, venne affiancato anche Giugurta (che Micipsa aveva adottato tre anni prima di morire), mentre Gauda venne espressamente lasciato in seconda posizione nel testamento di Micipsa. Secondo Sallustio ciò era dovuto al fatto che egli era morbis confectus et ob eam causam mente paulum imminuta ("logorato  da malattie che lo avevano anche un po' menomato nell'intelligenza").
Probabilmente la descrizione che ce ne dà Sallustio esagera l'incapacità di Gauda. Infatti lo stesso storico latino ricorda come Gauda abbia combattuto a fianco dei Romani nella guerra contro Giugurta, con piena consapevolezza del proprio rango e della possibilità (che poi si avverò) di salire al trono una volta che il fratellastro fosse stato sconfitto.
In un primo tempo, Gauda combatté insieme a Metello, che lo umiliò non aderendo alle sue richieste di essere trattato come un re alleato di Roma. Ciò contribuì ad avvicinarlo invece a Mario, che sancì quest'alleanza concedendogli, alla morte di Giugurta, di prendere il potere in Numidia (sia pure amputata della parte occidentale, passata alla Mauretania di Bocco).
A quanto è dato di sapere, Gauda ebbe almeno tre figli. Di uno (Aderbale) si ha notizia solo da un accenno di Aurelio Vittore, che parla di un rapimento del giovane da parte di Marco Livio Druso che sperava in un riscatto. È possibile che la vicenda si sia conclusa tragicamente, perché di questo Aderbale non si hanno altre notizie. Quanto agli altri due figli, di uno, Iempsale II, è ben noto come sia divenuto suo successore sul trono della Numidia nell'88 a.C., mentre di un altro si conosce solo il nome, Masteabar, accompagnato dall'inequivocabile titolo di basileus "re" in un'iscrizione di Siracusa (forse da intendersi Mastanabal II). Su questa base gli storici si domandano se non fosse anche in questo caso avvenuta una divisione del regno tra i figli del re defunto, come era successo all'epoca di Massinissa e di Micipsa.

## Il nome
Dal punto di vista dell'onomastica antica del Nordafrica, sembra probabile che il nome di Gauda (Gaudas in Dione Cassio) coincida con quello di Iabdas (o, più spesso, Iaudas), un capo berbero del V secolo che combatté i Bizantini nella regione dell'Aurès citato da Procopio di Cesarea e da Corippo (che su questo nome fa anche un "gioco di parole" con iam audax  "un tempo audace"). Nella lingua berbera è infatti assai frequente l'alternanza tra [j] semivocalica e [g]. Avremmo quindi uno stesso nome con pronunce alternanti jawda/gawda (per differenze dialettali o un'evoluzione diacronica).